# Frequentiemodulatie

Frequentiegemoduleerd signaal (FM) onderaan

Frequentiemodulatie (frequency modulation, FM) is een van de vormen van modulatie die men kan toepassen om informatie over te brengen via bijvoorbeeld een radioverbinding door op de frequentie van een draaggolf relatief kleine modulaties aan te brengen die evenredig zijn met het bronsignaal, dat bijvoorbeeld een spraaksignaal kan zijn (audio). De radiopionier Edwin Armstrong is de uitvinder van deze vorm van modulatie, die een betere ontvangst levert dan de klassieke amplitudemodulatie (AM). Daar staat wel tegenover dat een FM-signaal bij een gegeven bronsignaal in het algemeen, afhankelijk van de modulatie-index, veel meer bandbreedte nodig heeft dan een AM-signaal. Alle analoge videorecorders maken gebruik van smalbandige FM-modulatie om het videosignaal op de band vast te leggen.

## Principe
Bij FM zorgt een bronsignaal (bijvoorbeeld audio) ervoor dat de frequentie van de draaggolf {\displaystyle f_{0}} wordt gevarieerd als functie van de momentane waarde van het bronsignaal {\displaystyle y_{t}}. Als het bronsignaal een positieve waarde heeft, wordt de frequentie iets verhoogd en bij een negatieve waarde wordt de frequentie van de draaggolf iets verlaagd. Een frequentiegemoduleerd signaal ziet er dan als volgt uit:
{\displaystyle u_{t}=A_{0}\sin(2\pi (f_{0}+m_{f}y_{t})t)}
Daarin is:
{\displaystyle t}: de tijd (s)
{\displaystyle u_{t}}: het frequentiegemoduleerde signaal
{\displaystyle y_{t}}: het te verzenden signaal
{\displaystyle m_{f}}: de modulatie-index
{\displaystyle A_{0}}: de amplitude van de draaggolf
{\displaystyle f_{0}}: de frequentie van de draaggolf

## Toepassingen
FM wordt veel gebruikt op plaatsen waar verstoring van het draaggolfsignaal door pulssignalen (zoals de bliksem) zeer ongewenst is of een goede kwaliteit van de overdracht van het bronsignaal voorop staat. Dat komt doordat de meeste storingen de amplitude of grootte van het signaal beïnvloeden en in veel mindere mate de frequentie van het signaal. Wanneer de storing echter een bepaalde grens te boven gaat, kan ook de demodulator van een FM-ontvanger de storing niet langer onderdrukken en plotseling een volledige periode van de draaggolf overslaan. Dat is dan bij FM-radio hoorbaar als karakteristieke scherpe tikken. De motor van een niet ontstoorde brommer kan, door de hoge spanning van de bobine en de antennewerking van de bougiekabel, voldoende energie uitzenden zodat een knetterend geluid hoorbaar wordt.
Toepassingen zijn bijvoorbeeld het televisiegeluid, de radio (FM-band), de meeste mobilofoon- en portofoonverbindingen zoals politie, brandweer, ambulanceverkeer enz.
Vanwege de veel grotere bandbreedte dan bij een AM-gemoduleerd signaal is gebruik van FM op lagere draaggolffrequenties dan 26 MHz niet toegestaan. Bij frequenties boven deze grens heeft voor spraakverkeer FM sterke voorkeur vanwege de goede onderdrukking van stoorsignalen.
De bandbreedte van FM-signalen bij gebruik van spraak bedraagt van circa 12 kHz voor smalband-FM tot 300 kHz voor omroeptoepassingen.
Frequentiemodulatie wordt volgens de normen van de ITU-R aangeduid met seinwijze F3E als het om telefonie gaat.
In de natuur wordt ook frequentiemodulatie toegepast: bij de zenuwen en in de hersenen. De sterkte van een impuls wordt bepaald door de frequentie van de (digitale) elektrochemische impulsen in de dendrieten.

## Digitale frequentiemodulatie

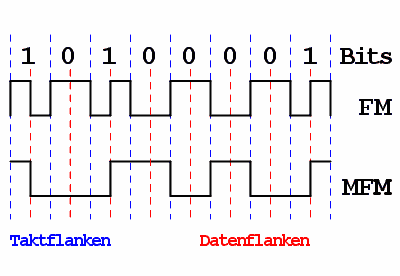
Schematische voorstelling van FM- versus MFM-codering

In de digitale techniek wordt met de term frequentiemodulatie vaak verwezen naar de wijze waarop data met enen en nullen werden gecodeerd, met name op oude opslagmedia zoals floppy disks en harddisks. Hierbij werd een logische nul gecodeerd als een overgang aan het begin van het element, terwijl een logische 1 werd gecodeerd als twee overgangen: een aan het begin van het element en een in het midden van het element. Dit levert bij een reeks logische enen een dubbele frequentie op als bij een reeks nullen, vandaar de benaming.
Naderhand is deze wijze van codering verdrongen door MFM (Modified Frequency Modulation), een methode waarbij veel minder overgangen noodzakelijk zijn. Daardoor verdubbelde de opslagcapaciteit van een medium, zonder enige wijziging in de hardware.